# Hybomitra morgani
Hybomitra morgani är en tvåvingeart som först beskrevs av Surcouf 1912.  Hybomitra morgani ingår i släktet Hybomitra och familjen bromsar. Arten har ej påträffats i Sverige. Inga underarter finns listade i Catalogue of Life.